# II koncert fortepianowy (Rachmaninow)
Koncert fortepianowy nr 2 c-moll, op. 18 – koncert na fortepian i orkiestrę skomponowany przez Siergieja Rachmaninowa pomiędzy jesienią 1900 a kwietniem 1901 r. Drugą i trzecią część premierowo wykonał sam kompozytor przy fortepianie 2 grudnia 1900 r. Dzieło w całości miało premierę, znowu z Rachmaninowem jako solistą, 9 października 1901 r., z jego kuzynem Aleksandrem Silotim jako dyrygentem.
To dzieło jest jednym z najchętniej wykonywanych dzieł kompozytora i zapisało go wśród twórców koncertu jako gatunku muzycznego.

## Tło

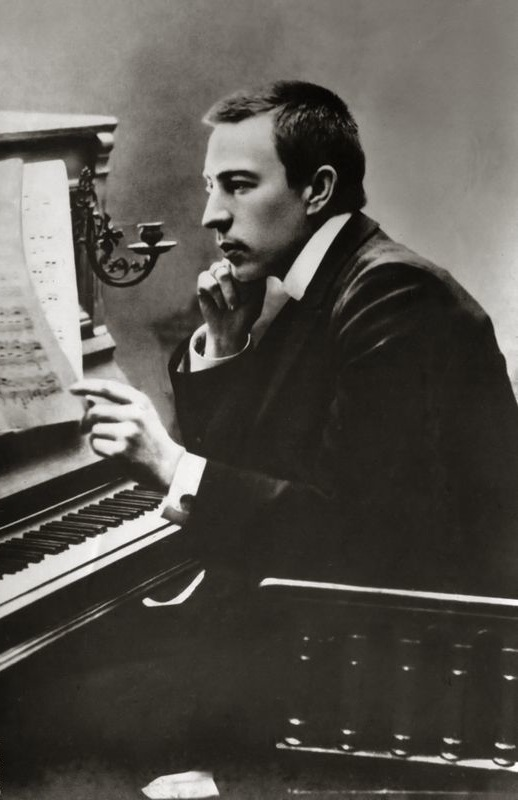
Rachmaninow ok. 1900 r.

I Symfonia Rachmaninowa po premierze w 1897 spotkała się z negatywną oceną krytyków.  Później fachowcy zmienili zdanie i uważana jest za znaczące osiągnięcie. W połączeniu z problemami osobistymi spowodowało to, że Rachmaninow popadł w kilkuletnią depresję. Skomponowanie II koncertu fortepianowego było wyjściem z choroby. Utwór został zadedykowany Nikołajowi Dalowi, terapeucie, który pomógł odbudować pewność siebie kompozytora.

## Kompozycja
Dzieło jest zinstrumentowane na 2 flety, 2 oboje, 2 klarnety w B (I cz.) i w A (II & III cz.), 2 fagoty, 4 rogi w F, 2 trąbki w B, 3 puzony (2 tenorowe, 1 basowy), tubę, kotły, bęben wielki, talerze, fortepian solo i smyczki. Został napisany w formie 3-częściowego koncertu solowego.

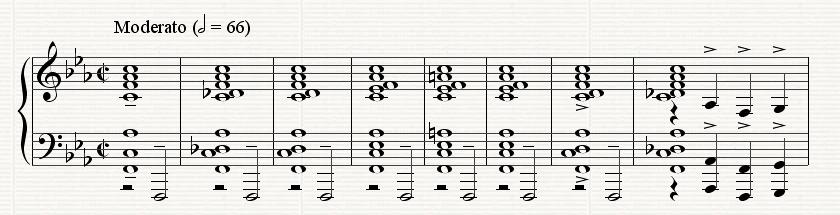
Pierwsze 8 taktów koncertu

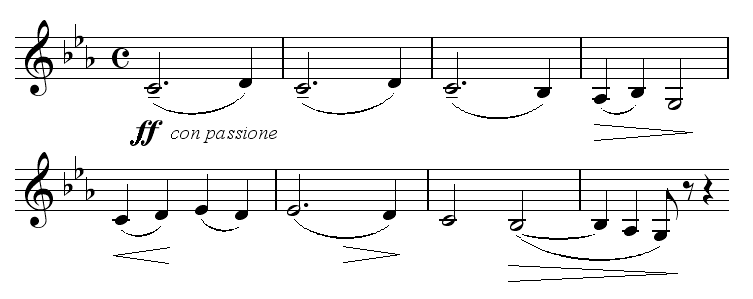
Temat główny jest grany najpierw przez skrzypce, altówki i pierwszy klarnet

### Cz. I Moderato: c-moll
Pierwsza część rozpoczyna się serią przypominających bicie dzwonów akordów fortepianu budujących napięcie, w końcu kulminujące się we wprowadzeniu głównego tematu. Orkiestra prowadzi rosyjską w charakterze melodię, a fortepian akompaniuje szybkimi, figuracyjnymi arpeggiami. Po zaprezentowaniu długiego tematu, następuje krótka progresja do lirycznego drugiego tematu w Es-dur.
Burzliwe i motoryczne przetworzenie korzysta z motywów obu tematów zmieniając często tonację i przenosząc melodię do różnych instrumentów. Powoli tworzy się nowy pomysł. Muzyka narasta w masywnej kulminacji, jakby pierwsze takty miały być powtórzone, ale w repryzie temat jest prezentowany jako bogatszy i potężniejszy niż w ekspozycji.
Gdy orkiestra ponownie pokazuje melodie pierwszego tematu, fortepian, który wcześniej akompaniował, gra marszowy temat przewijający się ukradkiem w przetworzeniu, tworząc zauważalne odwrócenie się ról; temat główny, grany przez orkiestrę stał się akompaniamentem. Potem następuje fragment solo fortepianu prowadzący do opadającego chromatycznego pasażu kończącego się solo rogu. Odtąd, ostatnie minuty I części są spokojne, aż do nagłej, burzliwej cody. Część kończy się w c-moll fortissimo.

### Cz. II Adagio sostenuto – Più animato – Tempo I: c-moll → E-dur
Druga część rozpoczyna się następstwem wolnych akordów w smyczkach modulujących z c-moll do E-dur. Fortepian wchodzi z prostym, arpeggiowanym motywem. Temat główny jest prezentowany przez flet, zanim zostanie rozwinięty w wirtuozowskim solo klarnetu. Fortepian i inni soliści wymieniają się motywem, aż muzyka koncentruje się w małej kulminacji na fortepianie. Główny temat jest powtórzony i muzyka zamiera pozostawiając tylko solistę kończącego w E-dur.

### Cz. III Allegro scherzando: E-dur → c-moll → C-dur
Ostatnią część rozpoczyna krótki wstęp orkiestrowy modulujący z E-dur do c-moll, zanim fortepian solo wprowadza temat główny. Po dramatycznej i szybkiej ekspozycji, liryczny temat jest prezentowany przez obój i altówki. Ten drugi temat zawiera motywy drugiego tematu pierwszej części. Po długim przetworzeniu napięcie jest zbudowane bardzo mocno. Pod koniec kompozytor proponuje znów drugi temat w bardzo głośnej instrumentacji. Następuje szybka i wirtuozowska coda zakreślająca zakończenie w C-dur.